# Дома 993 км
Дома 993 км — населенный пункт в Кизнерском районе Удмуртской республики.

## География
Находится в юго-западной части Удмуртии на расстоянии приблизительно 13 км на северо-восток по прямой от районного центра поселка Кизнер у железнодорожной линии Казань-Агрыз рядом с деревней Саркуз.

## История
Известен с 1965 года как Казарма 993 км. Настоящее название с 1980 года. До 2021 года входил в состав Саркузского сельского поселения.

## Население
Постоянное население составляло 9 человек в 2002 году (русские 67 %, удмурты 33 %), 5 в 2012.